# تیم ملی فوتسال ونزوئلا
تیم ملی فوتسال ونزوئلا نماینده ونزوئلا در مسابقات بین‌المللی فوتسال و یکی از تیم‌های فوتسال آمریکای جنوبی است.